# Farmakon (zespół muzyczny)
Farmakon – fiński zespół grający progresywny death metal. Zespół powstał w 2001, w Tampere.
W 2002 Farmakon podpisał kontrakt płytowy z wytwórnią Elitist Records, w następnym roku ukazał się debiutancki album A Warm Glimpse. W 2007 ukazał się drugi album zespołu Robin.

## Muzycy

### Obecny skład zespołu
- Marko Eskola – śpiew, gitara basowa
- Toni Salminen – gitara elektryczna, śpiew
- Lassi Paunonen – gitara elektryczna
- Matti Auerkallio – perkusja

### Byli członkowie zespołu
- Roku Airisto – perkusja

## Dyskografia
- A Warm Glimpse (2003)
- Robin (2007)